# Gymnopleurus aeruginosus
Gymnopleurus aeruginosus là một loài bọ cánh cứng trong họ Bọ hung (Scarabaeidae).